# Lyudmila Kolchanova
Lyudmila Kolchanova, née le 1er octobre 1979 dans l'Oblast de Kostroma, est une athlète russe, sacrée championne d'Europe 2006 du saut en longueur.

## Carrière
Aux championnats d'Europe en salle de 2005, elle se classait cinquième avec 6,56 m à trois centimètres de la médaille de bronze. Aux Universiades à Izmir en 2005, elle remportait le titre devant la Portugaise Naide Gomes.
Aux Championnats d'Europe de 2006, elle remportait à nouveau le titre encore devant Gomes, de même pour la coupe du monde des nations à Athènes.
En 2007, elle améliorait son record personnel à 7,21 m. Aux Championnats du monde à Osaka, elle se classait deuxième derrière sa compatriote Tatyana Lebedeva, mais devant une autre Russe Tatyana Kotova.

## Palmarès
| Date | Compétition                    | Lieu      | Résultat | Épreuve     | Marque  |
| ---- | ------------------------------ | --------- | -------- | ----------- | ------- |
| 2005 | Championnats d'Europe en salle | Madrid    | 6e       | Longueur    | 6,56 m  |
| 2005 | Universiade                    | Izmir     | 1re      | Longueur    | 6,79 m  |
| 2005 | Universiade                    | Izmir     | 6e       | Triple saut | 13,38 m |
| 2006 | Championnats d'Europe          | Göteborg  | 1re      | Longueur    | 6,93 m  |
| 2006 | Coupe du monde des nations     | Athènes   | 1re      | Longueur    | 6,78 m  |
| 2007 | Championnats du monde          | Osaka     | 2e       | Longueur    | 6,92 m  |
| 2010 | Championnats d'Europe          | Barcelone | 5e       | Longueur    | 6,75 m  |
| 2012 | Jeux olympiques                | Londres   | 4e       | Longueur    | 6,76 m  |

## Records personnels
| Épreuve      | Performance | Lieu   | Date           |
| ------------ | ----------- | ------ | -------------- |
| En extérieur | 7,21 m      | Sotchi | 27 mai 2007    |
| En salle     | 6,82 m      | Samara | 2 février 2008 |